# Letis dichroa
Letis dichroa là một loài bướm đêm trong họ Erebidae.